# Novhorod, Rozivka
Novhorod (în ucraineană Новгород) este un sat în comuna Karla Libknehta din raionul Rozivka, regiunea Zaporijjea, Ucraina.

## Demografie
Componența lingvistică a localității Novhorod
     Ucraineană (83,08%)
     Rusă (16,92%)
Conform recensământului din 2001, majoritatea populației localității Novhorod era vorbitoare de ucraineană (83,08%), existând în minoritate și vorbitori de rusă (16,92%).